# Pleiostachya pittieri
Pleiostachya pittieri là một loài thực vật có hoa trong họ Marantaceae. Loài này được Rowlee ex Standl. miêu tả khoa học đầu tiên năm 1925.